# Грабиця (гміна)
Гміна Грабиця (пол. Gmina Grabica) — сільська гміна у центральній Польщі. Належить до Пйотрковського повіту Лодзинського воєводства.
Станом на 31 грудня 2011 у гміні проживало 6100 осіб.

## Площа
Згідно з даними за 2007 рік площа гміни становила 127.24 км², у тому числі:
- орні землі: 86.00%
- ліси: 10.00%

Таким чином, площа гміни становить 8.90% площі повіту.

## Населення
Станом на 31 грудня 2011:
| Опис     | Загалом | Загалом | Чоловіки | Чоловіки | Жінки | Жінки |
| -------- | ------- | ------- | -------- | -------- | ----- | ----- |
| одиниця  | осіб    | %       | осіб     | %        | осіб  | %     |
| все      | 6100    | 100     | 3058     | 50.13    | 3042  | 49.87 |
| міське   | 0       | 100     | 0        |          | 0     |       |
| сільське | 6100    | 100     | 3058     | 50.13    | 3042  | 49.87 |

## Сусідні гміни
Гміна Грабиця межує з такими гмінами: Воля-Кшиштопорська, Длутув, Дружбіце, Мощениця, Тушин.